# Хосе Кастуло Зеледон
Хосе Кастуло Зеледон (ісп. José Castulo Zeledón, 24 березня 1846 — 16 липня 1923) — костариканський орнітолог.

## Біографія
Хосе Кастуло Зеледон був сином Мануеля Зеледона, губернатора провінції Сан-Хосе. Він з раннього дитинства зацікавився дослідженням птахів. Його вчителем був німецький орнітолог і лікар Александр фон Франціус, який в той час працював у аптеці в Сан-Хосе. Зеледон почав збирати зразки птахів, яких відправляв Жану Кабанісу в берлінський Музей природознавства.
У 1868 році Франціус повернуся до Німеччини. Під час подорожі він відвіз Зеледона до Вашингтону, де Хосе познайомився з американським зоологом Спенсером Фуллертоном Бейрдом і став його помічником у Смітсонівському інституті. Саме там Зеледон зав'язав міцну дружбу з Робертом Ріджвеєм. У 1872 році Зеледон повернувся до Коста-Рики, як зоолог в складі експедиції Вільяма Море Габба. Під час цієї експедиції Зеледон збирав зразки птахів в горах Кордильєра-де-Таламанка.
Зеледон став керівником аптеки, заснованої Франціусом, що в майбутньому його забагатило. У вільний час він продовжував збирати колекції птахів. Головним досягненням Зеледона в орнітології була його численна колекція, яку він подарував Національному музею Коста-Рики, створеному завдяки його зусиллям. В майбутньому інші орнітологи описали багато нових видів птахів, вивчаючи цю колекцію. Також Зеледон допомагав іншим орнітологам, які відвідували Коста-Рику за його життя.

## Вшанування
На честь Зеледона були названі деякі види птахів, зокрема Zeledonia coronata, Phyllomyias zeledoni, Percnostola zeledoni і Cantorchilus zeledoni, а також ссавець Marmosa zeledoni і змія Geophis zeledoni.